# Simaethula janthina
Simaethula janthina är en spindelart som beskrevs av Simon 1902. Simaethula janthina ingår i släktet Simaethula och familjen hoppspindlar. Inga underarter finns listade i Catalogue of Life.